# Religionspsychopathologie
Die Religionspsychopathologie ist ein Teilgebiet der Psychopathologie („Lehre von den Krankheiten der Seele“). Sie befasst sich mit dem religiösen Erleben im Rahmen neuro-psychiatrischer Erkrankungen. Dabei wird religiöses Erleben weder als psychopathologisches Phänomen „erklärt“, noch dessen Wahrheitsgehalt hinterfragt. Vielmehr beschränkt sich die Religionspsychopathologie darauf, religiöses Erleben zu beschreiben und in einen phänomenologischen Zusammenhang mit der neuro-psychiatrischen Grunderkrankung zu stellen.
Vereinzelte Sonderformen und Grenzfälle der Religionspsychologie wie beispielsweise die Stigmatisation werden aus neurologischer und psychiatrischer Sicht häufig der Religionspsychopathologie zugerechnet.